# Roemer Visscher

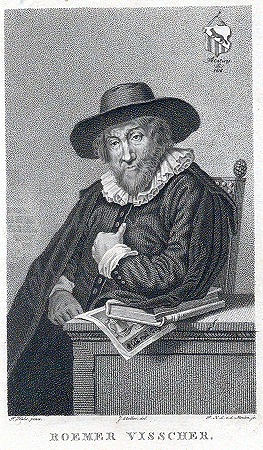
Roemer Visscher

Roemer Visscher, född 1547 i Amsterdam, död troligen 11 februari 1620 i Amsterdam, var en nederländsk diktare, konst- och litteraturfrämjare. Han var far till Anna Roemers Visscher och Maria Tesselschade Visscher.
Visscher, som var en välbärgad köpman i Amsterdam, verkade vid sidan av Dirck Volckertszoon Coornhert och Hendrik Laurenszoon Spiegel ivrigt för nederländska språkets renhet och stadgande, utmönstrandet av franska och flamländska ord samt fastställande av de grammatiska reglerna. Han var medstyresman för "de rederijk-kamer" De eglentier eller In liefde bloeijende och utövade som sådan tillsammans med Spiegel ett stort inflytande på tidens yngre diktare.
Roemers hus, där, enligt Joost van den Vondel, målare, konstnärer, sångare och poeter möttes, blev en plantskola för 1600-talets litterära liv. Där fick Samuel Coster, Gerbrand Adriaenszoon Bredero, Pieter Corneliszoon Hooft och Constantijn Huygens samt den unge van den Vondel väckelser för sin diktning. Visscher är på en gång en "rederijker" i medeltida stil och en tidig representant för renässansen i Nederländerna i dess nya riktning från Pierre de Ronsard till de klassiska diktarna själva.
Först sent (1614), sedan de illa publicerats av andra, ansåg Visscher det mödan värt att utge sina egna dikter under den något sökta titeln Brabbelingh ("snack"; urval av Johannes van Vloten 1851); de är till en god del översättningar och imitationer av bland andra Francesco Petrarca, Clément Marot, Pierre de Ronsard och Erasmus av Rotterdam. Samma år utkom hans emblemsamling, Sinnepoppen (fjärde upplagan 1678), "sinnfigurer", d.v.s. allegoriska bilder med förklarande "bijschriften" eller sentensartade utläggningar på prosa och ordstäv på olika språk till kopparstick av Claes Visscher, som hans dotter Anna försåg (omkring 1619) med sinnrika verser. Visscher, av sin samtid överdrivet prisad som "den andre Martialis", hade en viktig del i spridningen av nya föreställningar om konst och liv vid övergången från 1500- till 1600-talet.